# Shinichi Mukai
Shinichi Mukai (向 慎一 Mukai Shinichi?, nacido el 15 de junio de 1985 en Kanagawa) es un futbolista japonés que se desempeña como centrocampista.

## Trayectoria

### Clubes
| Club               | País  | Año         |
| ------------------ | ----- | ----------- |
| Tochigi SC         | Japón | 2008 - 2009 |
| Tokyo Verdy        | Japón | 2010        |
| AC Nagano Parceiro | Japón | 2011 - 2012 |
| FC Machida Zelvia  | Japón | 2013        |
| AC Nagano Parceiro | Japón | 2014 - 2015 |
| Nara Club          | Japón | 2016 -      |

## Estadística de carrera

### J. League
| Club               | Año   | J. League | J. League | Copa J. League | Copa J. League | Total | Total |
| Club               | Año   | Part.     | Goles     | Part.          | Goles          | Part. | Goles |
| ------------------ | ----- | --------- | --------- | -------------- | -------------- | ----- | ----- |
| Tochigi SC         | 2009  | 27        | 1         | -              | -              | 27    | 1     |
| Tokyo Verdy        | 2010  | 1         | 0         | -              | -              | 1     | 0     |
| AC Nagano Parceiro | 2014  | 32        | 2         | -              | -              | 32    | 2     |
| AC Nagano Parceiro | 2015  | 28        | 1         | -              | -              | 28    | 1     |
| Total              | Total | 88        | 4         | 0              | 0              | 88    | 4     |